# Systemfel som hotar världen
Systemfel som hotar världen (engelska: Four Horsemen, "Fyra ryttare") är en brittisk filmpamflett från 2012 i regi av Ross Ashcroft. Filmen kritiserar systemet med fractional-reserve banking, skuldbaserad ekonomi och bankers lobbyverksamhet, som den menar är ett allvarligt hot mot den västerländska civilisationen. Den kritiserar kriget mot terrorismen, som den menar inte utkämpas för att sprida liberal demokrati, utan för att skapa större skulder till bankerna. Som alternativ förespråkar filmen en återgång till klassisk nationalekonomi och guldmyntfot. Medverkar i intervjuer gör bland andra Joseph Stiglitz, före detta chefsekonom på Världsbanken, Noam Chomsky, professor i lingvistik, John Perkins, författare och före detta börshaj, Herman Daly, ekonomiprofessor och Max Keiser, TV-programledare och före detta trader.
Filmen släpptes på bio i Storbritannien 14 mars 2012. Den har visats i Sveriges Television som ett avsnitt i Utbildningsradions programserie Världen.

## Mottagande
I Time Out London skrev Derek Adams: "Istället för att bombardera oss med sensationellt bildmaterial och skrämselhets, presenterar den här kompetent berättade, begripligt upplagda och smart illustrerade filmen sitt ämne genom en serie insikter från en skara smarta, rationella talare. ... Det här är en film som kanske passar bättre för DVD, helt enkelt för att det finns tankar här med sådant djup att du kan känna dig tvungen att sträcka dig efter tillbakaspolningsknappen. Jag, till exempel, har blivit ordentligt upplyst." Peter Bradshaw skrev i The Guardian: "I dessa svåra tider kan det aldrig bli för mycket kritik mot bankmän och tama politiker som åtnjuter det som Milton Friedman kallade socialism för de rika. Ashcrofts dokumentär får in några smällar, men den hämmas av en Powerpoint-aktig presentation. ... Ashcroft avslöjar några djärva botemedel i slutet, men vi behöver mer detaljer.